# Triqueville
Triqueville est une commune française située dans le département de l'Eure, en région Normandie.

## Géographie

### Localisation
Triqueville se situe dans le nord-ouest du département de l'Eure, dans la région naturelle du Lieuvin. Elle fait partie du canton de Pont-Audemer et de l'arrondissement de Bernay. À vol d'oiseau, la commune se trouve à 5,5 km à l'ouest-sud-ouest de Pont-Audemer, à 26 km au nord-est de Lisieux et à 17,5 km au sud-est de Honfleur.
|              | Saint-Maclou Toutainville | Toutainville                                  |
| Fort-Moville | Triqueville               | Toutainville Saint-Germain-Village Les Préaux |
| Martainville | Vannecrocq                | Les Préaux Saint-Symphorien                   |

Sa superficie est de 9,48 km2 et son altitude moyenne d'environ 60 m.

### Hydrographie
La commune est située dans le bassin Seine-Normandie. Elle est drainée par le ruisseau de la Corbie, le cours d'eau 02 de la commune de Epaignes, le ruisseau des Godeliers, le ruisseau du Val Jouen et un autre petit cours d'eau,.
Le ruisseau de la Corbie, d'une longueur de 13 km, prend sa source dans la commune de Martainville et se jette  dans la Risle à Toutainville, après avoir traversé quatre communes.

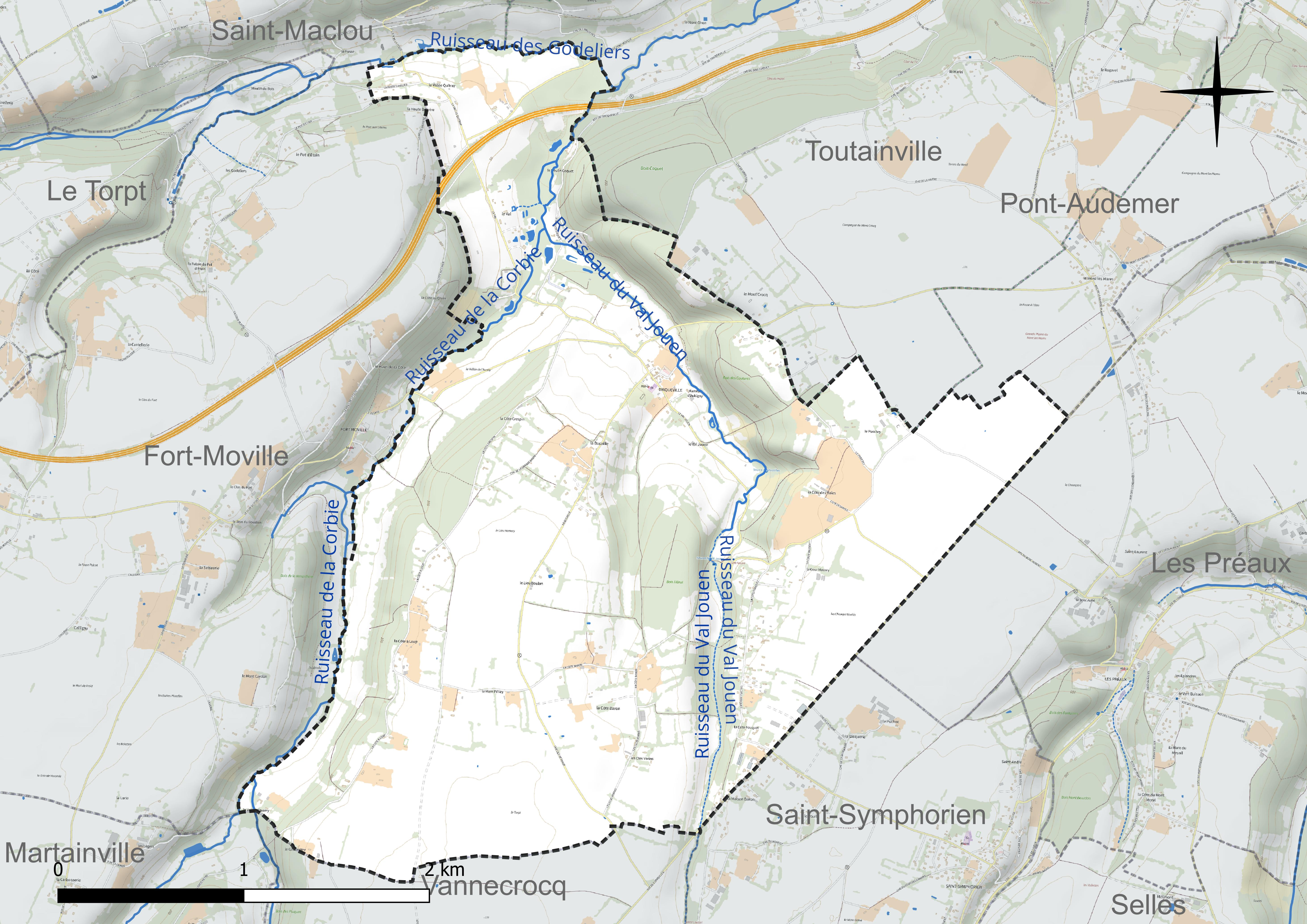
Réseau hydrographique de Triqueville.

### Climat
Pour des articles plus généraux, voir Climat de la Normandie et Climat de l'Eure.
En 2010, le climat de la commune est de type climat océanique franc, selon une étude du CNRS s'appuyant sur une série de données couvrant la période 1971-2000. En 2020, Météo-France publie une typologie des climats de la France métropolitaine dans laquelle la commune est exposée à un climat océanique et est dans la région climatique Côtes de la Manche orientale, caractérisée par un faible ensoleillement (1 550 h/an) ; forte humidité de l’air (plus de 20 h/jour avec humidité relative > 80 % en hiver), vents forts fréquents. Parallèlement le GIEC normand, un groupe régional d’experts sur le climat, différencie quant à lui, dans une étude de 2020, trois grands types de climats pour la région Normandie, nuancés à une échelle plus fine par les facteurs géographiques locaux. La commune est, selon ce zonage, exposée à un « climat contrasté des collines », correspondant au Pays d’Auge, Lieuvin et Roumois, moins directement soumis aux flux océaniques et connaissant toutefois des précipitations assez marquées en raison des reliefs collinaires qui favorisent leur formation.
Pour la période 1971-2000, la température annuelle moyenne est de 10,5 °C, avec  une amplitude thermique annuelle de 13 °C. Le cumul annuel moyen de précipitations est de 857 mm, avec 12,8 jours de précipitations en janvier et 8,5 jours en juillet. Pour la période 1991-2020, la température moyenne annuelle observée sur la station météorologique la plus proche, située sur la commune de Boulleville à 5 km à vol d'oiseau, est de 11,3 °C et le cumul annuel moyen de précipitations est de 851,2 mm,. Pour l'avenir, les paramètres climatiques de la commune estimés pour 2050 selon différents scénarios d’émission de gaz à effet de serre sont consultables sur un site dédié publié par Météo-France en novembre 2022.

## Urbanisme

### Typologie
Au 1er janvier 2024, Triqueville est catégorisée commune rurale à habitat très dispersé, selon la nouvelle grille communale de densité à 7 niveaux définie par l'Insee en 2022.
Elle est située hors unité urbaine. Par ailleurs la commune fait partie de l'aire d'attraction de Pont-Audemer, dont elle est une commune de la couronne,. Cette aire, qui regroupe 34 communes, est catégorisée dans les aires de moins de 50 000 habitants,.

### Occupation des sols
L'occupation des sols de la commune, telle qu'elle ressort de la base de données européenne d’occupation biophysique des sols Corine Land Cover (CLC), est marquée par l'importance des territoires agricoles (83,5 % en 2018), en diminution par rapport à 1990 (85 %). La répartition détaillée en 2018 est la suivante : 
prairies (54,3 %), terres arables (26,9 %), forêts (16,5 %), zones agricoles hétérogènes (2,3 %). L'évolution de l’occupation des sols de la commune et de ses infrastructures peut être observée sur les différentes représentations cartographiques du territoire : la carte de Cassini (XVIIIe siècle), la carte d'état-major (1820-1866) et les cartes ou photos aériennes de l'IGN pour la période actuelle (1950 à aujourd'hui).

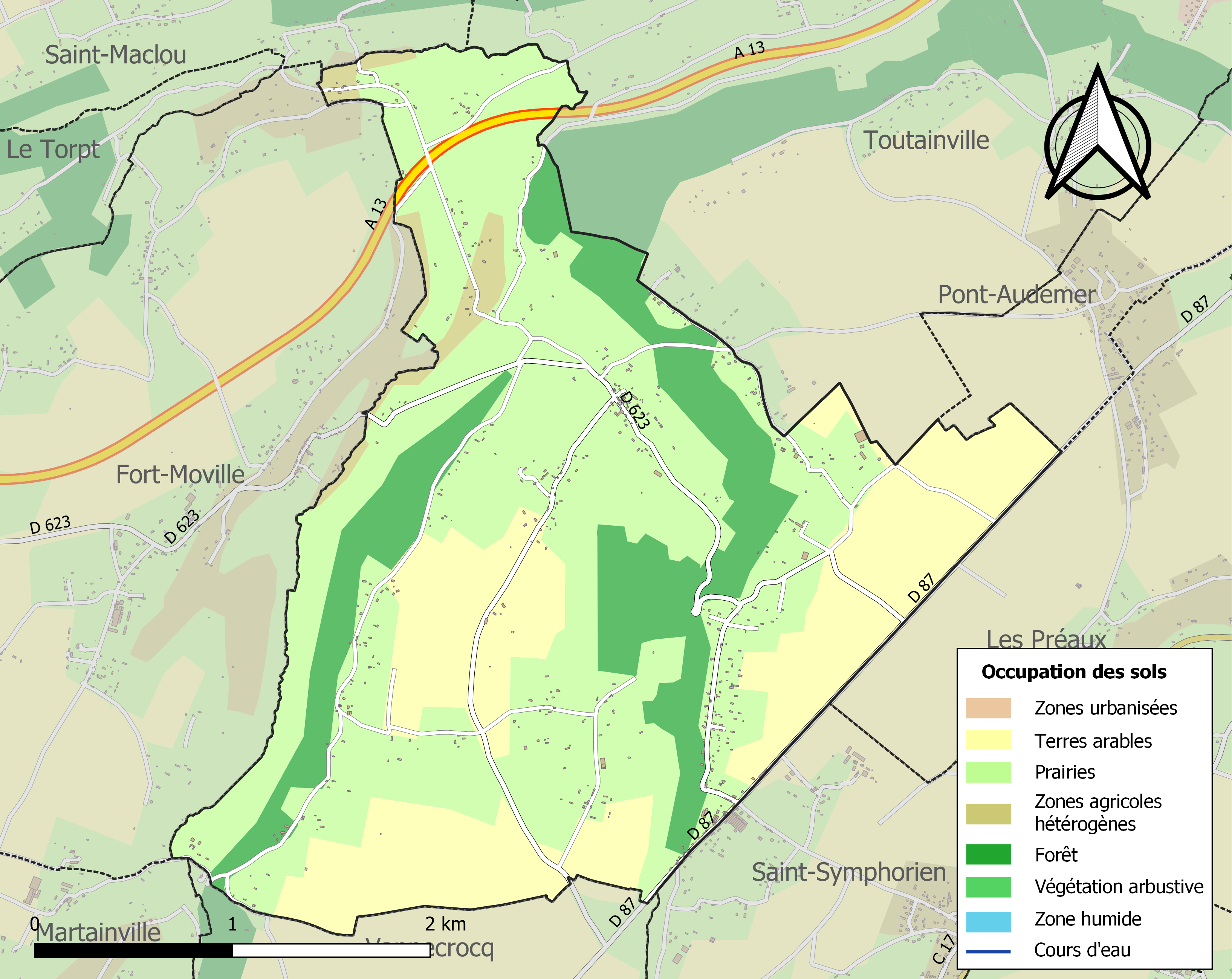
Carte des infrastructures et de l'occupation des sols de la commune en 2018 (CLC).

## Toponymie
Le nom du village est mentionné  sous les formes latinisées Tregavilla vers 1080 (Orderic Vital), puis Tregevilla au XIIe siècle , Trigevilla en 1216 (cartulaire de Préaux),.

## Histoire
Le village était un fief de l'abbaye de Grestain au Moyen Âge.
L'église Saint-Martin était initialement une église gothique en pierre qui a été partiellement reconstruite au XVIIIe siècle, l'if funéraire est classé.

### Seconde Guerre mondiale
Au déclenchement de la Seconde Guerre mondiale, en aout 1939, le ministère de l'Air décide de la construction d'un aérodrome militaire sur une centaine d'hectares de la commune, donnant lieu à des expropriations. Les travaux ne sont pas encore achevés lors de l'invasion allemande mais une piste en gazon a été créée. Les Allemands décident alors d'utiliser le site. Des travaux complémentaires sont lancés par les troupes d'occupation dès juin 1940, travaux qui se poursuivront jusqu'en 1941. Les installations sont protégées par des tobrouks, deux positions de flak lourdes et 15 plus légères. Les installations sont dispersées, les zones de stationnement des avions sont en partie camouflées dans les vergers. L'aérodrome compte une piste de 1 737 mètres en herbe avec ses limites éclairées pour une utilisation nocturne, des taxiways bétonnés la reliant à 15 hangars pour un avion et 9 hangars pour deux. Des dépôts de carburant et de munitions sont construits à proximité dans des zones boisées. Dès avril 1942, le terrain est occupé par une partie de la 2e escadre de chasse allemande, la  Jagdgeschwader 2 (JG 2), surnommée Richthofen avec le 1/JG2, la 3/JG2 et le Stab/JG2 et un Fluzgplatzcommando. Triqueville est l'un des nombreux aérodromes allemands de la région avec Beaumont-le-Roger, Bernay, Évreux, Saint-André-de-l'Eure, Octeville. À partir de cette date, les mouvements d'avions allemands y sont constants. Mais les bombardements alliés réguliers, le premier a lieu le 14 janvier 1943, vont entrainer le départ de la chasse allemande le 7 juillet 1943. Le site devient alors un terrain secondaire et de secours où ne reste que le Fluzgplatzcommando. Mais l'aérodrome connaitra encore de nombreux bombardements alliés surtout à l'approche et après le débarquement de Normandie.
La commune est libérée le 16 aout 1944 par le 2nd Battalion des South Wales Borderers alors rattaché à la 49e division d'infanterie britannique, sans combats, les dernières troupes allemandes ayant évacué la commune quelques heures plus tôt. L'artillerie du 185e Field Regiment RA se positionne dans les champs du Pontey pour bombarder la rive nord de la Risle.

## Politique et administration
| Période                                  | Période   | Identité        | Étiquette | Qualité                    |
| ---------------------------------------- | --------- | --------------- | --------- | -------------------------- |
| 1909                                     |           | Pierre Leloup   |           |                            |
| 1995                                     | mars 2008 | Gérard Gorre    |           |                            |
| mars 2008                                | En cours  | Mathias Baptist | UMP-LR    | Administrateur de sociétés |
| Les données manquantes sont à compléter. |           |                 |           |                            |

## Démographie
L'évolution du nombre d'habitants est connue à travers les recensements de la population effectués dans la commune depuis 1793. Pour les communes de moins de 10 000 habitants, une enquête de recensement portant sur toute la population est réalisée tous les cinq ans, les populations de référence des années intermédiaires étant quant à elles estimées par interpolation ou extrapolation. Pour la commune, le premier recensement exhaustif entrant dans le cadre du nouveau dispositif a été réalisé en 2006.

En 2022, la commune comptait 349 habitants, en évolution de +4,49 % par rapport à 2016 (Eure : −0,25 %, France hors Mayotte : +2,11 %).
| 1793 | 1800 | 1806 | 1821 | 1831 | 1836 | 1841 | 1846 | 1851 |
| ---- | ---- | ---- | ---- | ---- | ---- | ---- | ---- | ---- |
| 910  | 817  | 883  | 808  | 931  | 963  | 934  | 853  | 839  |

| 1856 | 1861 | 1866 | 1872 | 1876 | 1881 | 1886 | 1891 | 1896 |
| ---- | ---- | ---- | ---- | ---- | ---- | ---- | ---- | ---- |
| 772  | 718  | 684  | 630  | 575  | 540  | 527  | 449  | 444  |

| 1901 | 1906 | 1911 | 1921 | 1926 | 1931 | 1936 | 1946 | 1954 |
| ---- | ---- | ---- | ---- | ---- | ---- | ---- | ---- | ---- |
| 441  | 424  | 418  | 341  | 350  | 315  | 295  | 274  | 283  |

| 1962 | 1968 | 1975 | 1982 | 1990 | 1999 | 2006 | 2011 | 2016 |
| ---- | ---- | ---- | ---- | ---- | ---- | ---- | ---- | ---- |
| 318  | 268  | 289  | 263  | 259  | 281  | 282  | 334  | 334  |

| 2021 | 2022 | - | - | - | - | - | - | - |
| ---- | ---- | - | - | - | - | - | - | - |
| 343  | 349  | - | - | - | - | - | - | - |

## Culture locale et patrimoine

### Lieux et monuments
- Église Saint-Martin

- Aérodrome construit par les Allemands à partir de juin 1940. Il abrite, jusqu’en 1943, des unités de chasse et un atelier de remise en état des avions endommagés et comprend jusqu'à 1 000 hommes. Il sert, ensuite de terrain de secours et de dispersion avant d'être abandonné en août 1944[28]. Il subsiste, entre autres, des casemates, quelques pistes bétonnées, le central téléphonique, des hangars, les bases des deux miradors et la dalle de tir. Ces structures, réparties  sur une  superficie de 4 km2, sont, pour la plupart, enterrées[29].

Église paroissiale
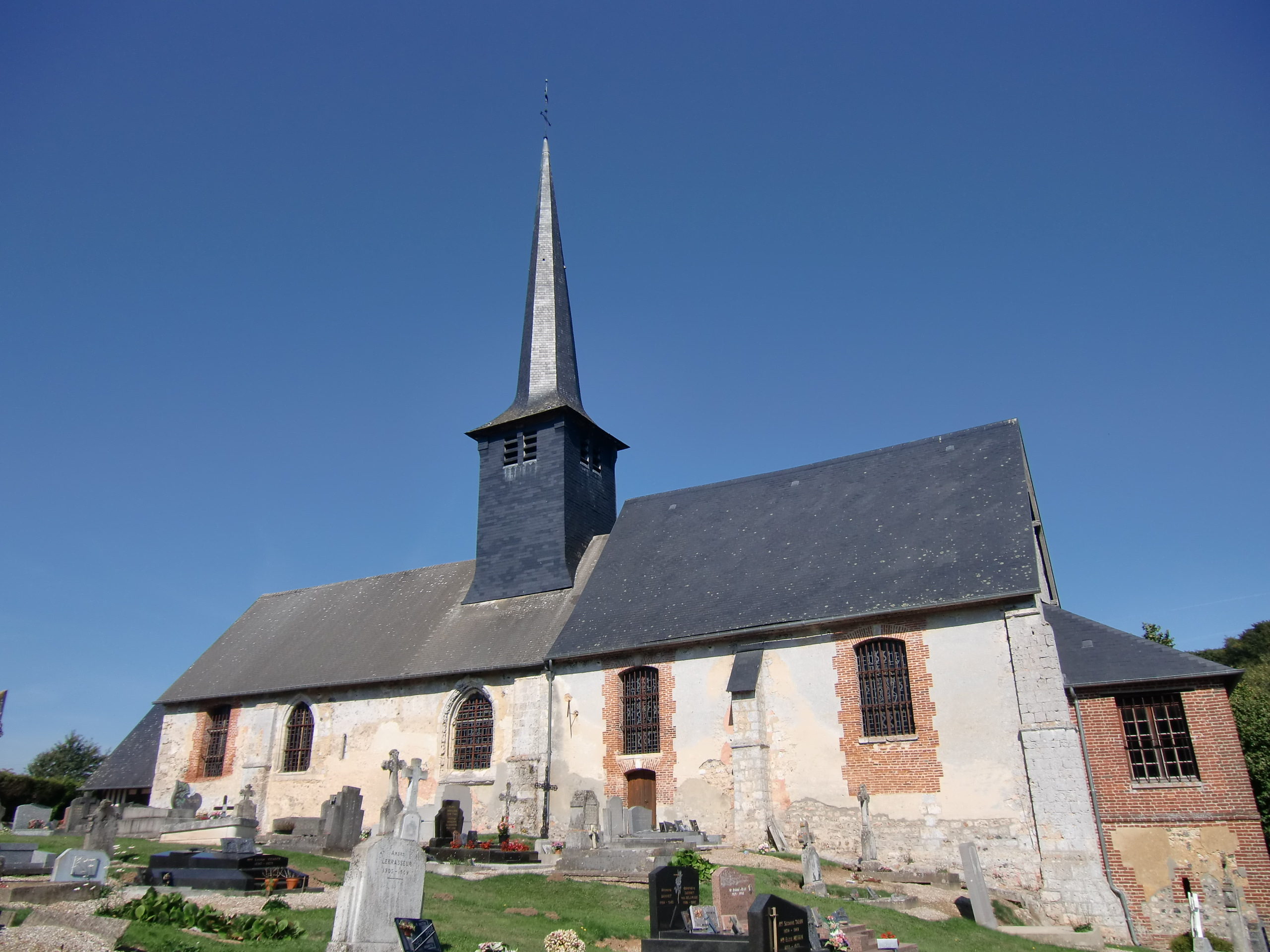
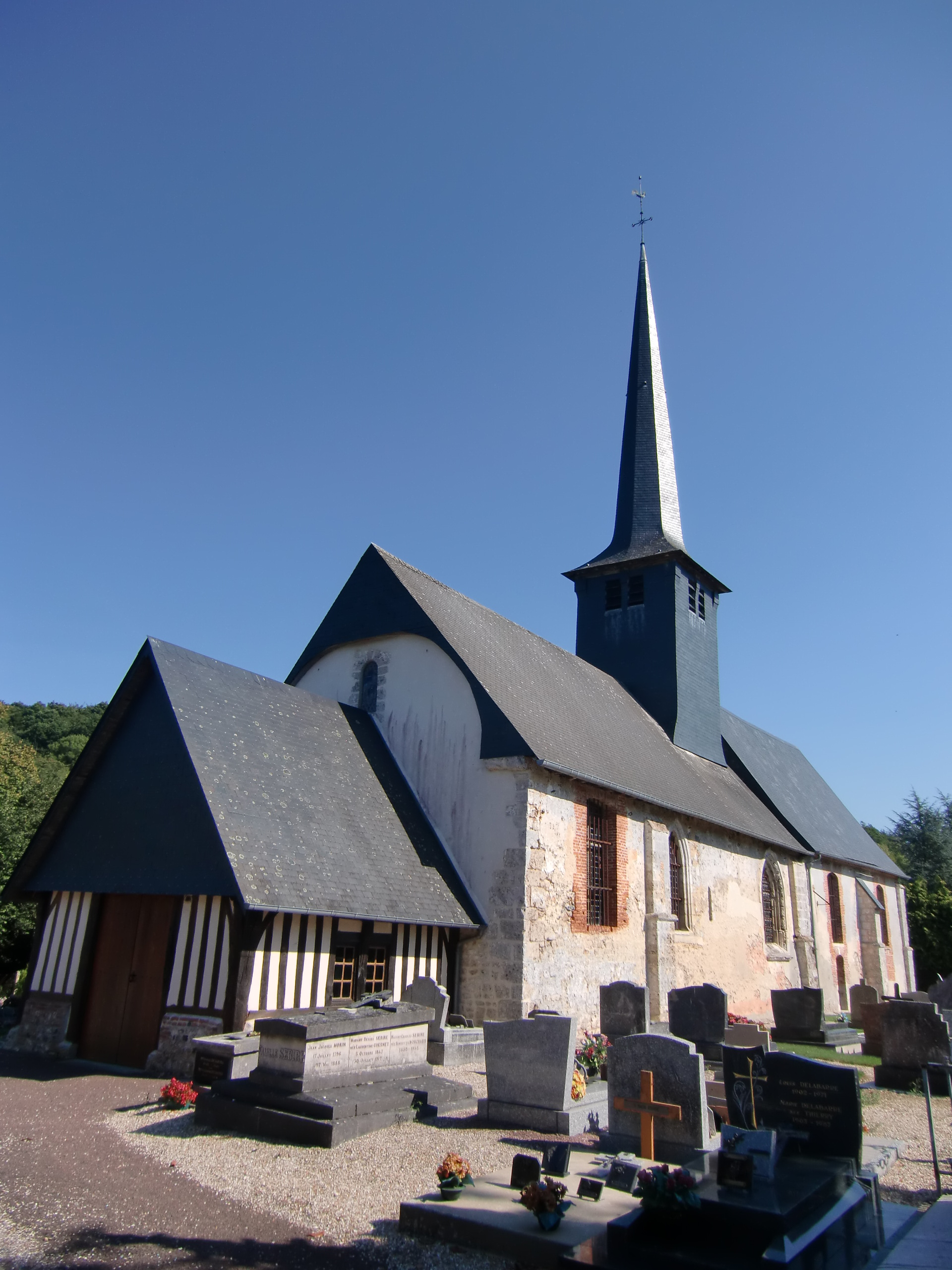

### Patrimoine naturel

#### Natura 2000
- Corbie[30].

#### ZNIEFF de type 1
- Le bois du val de la Corbie[31] ;
- Le bois du val Jouen[32] ;
- La source du val Jouen[33].

#### ZNIEFF de type 2
- La basse vallée de la Risle et les vallées conséquentes de Pont-Audemer à la Seine[34].

#### Site inscrit
- L'if du cimetière ou if funéraire, arbre remarquable,  Site inscrit (1932)[35].

### Personnalités liées à la commune
- Philippe Torreton (né en 1965 à Rouen), acteur et homme politique ayant passé son enfance à Triqueville[36].